# Luaka Bop
Luaka Bop es un sello discográfico con sede en Nueva York fundado por el músico David Byrne, ex cantante y guitarrista de la banda de arte rock-new wave Talking Heads. Lo que comenzó con Byrne haciendo casetes de sus canciones favoritas de Tropicália para sus amigos se convirtió en un sello discográfico de pleno derecho en 1988 después de que Byrne recibiera un contrato como solista de Warner Bros. Records.
Desde entonces, Luaka Bop se ha convertido en un sello conocido por llevar música ecléctica a nuevas audiencias. Aunque inicialmente estuvo afiliado a Warner Bros, Luaka Bop ha sido totalmente independiente desde 2006. A menudo categorizado como una etiqueta de "Música del mundo", Luaka Bop considera que su propia música es principalmente pop contemporáneo.
Luaka Bop ha lanzado álbumes completos, EP y sencillos de artistas como Alice Coltrane, William Onyeabor y Floating Points, así como compilaciones que cubren una amplia gama de estilos y movimientos musicales. El lanzamiento inaugural del sello finalmente se convirtió en la serie de siete álbumes Brazil Classics, que analiza géneros desde la samba hasta Tropicália, así como artistas individuales. Esta fue la primera de una serie de compilaciones específicas de regiones o géneros lanzadas por Luaka Bop.
Los lanzamientos de Luaka Bop han sido bien recibidos con frecuencia por la crítica, con compilaciones y lanzamientos de artistas individuales que aparecen regularmente en lo mejor de listas de años. La etiqueta ha sido destacada por su "capacidad singular para (re)descubrir, celebrar y legitimar el trabajo de bajo perfil de algunas de las figuras musicales más excéntricas del mundo".